# Ferme de Pérignat
La ferme de Pérignat est une ferme située à Saint-Étienne-sur-Reyssouze, en France.

## Description
La ferme est située dans le département français de l'Ain, sur la commune de Saint-Étienne-sur-Reyssouze.
Trois bâtiments composent la ferme :
- le corps de ferme ;
- la porcherie et le four à pain ;
- la grange.

Le corps de ferme est particulièrement haut de plafond (2,65 m) pour une construction de ce type et le sol en dalles de pierre semble témoigner de la richesse de ses propriétaires de l'époque. Reconstruite dans son état actuel probablement au XVIIIe siècle en réutilisant des poutres d'une première construction du XVe siècle. La mitre est de type polygonal à deux étages ; elle est remarquablement ouvragée. Le foyer chauffant au large est rond, délimité par un cercle en pierre et surmonté par la mitre : véritable petit clocher campagnard, son architecture insolite  ne paraît pas réellement cadrer avec la vraie personnalité de la ferme bressane. La mitre constituée de briques et de torchis est de type polygonal à deux étages. la cheminée possède une croix en fer forgé.  Avec le temps, la cloche dont chaque mitre était pourvue et qui servait à prévenir les travailleurs dans les champs a disparu.
L'édifice est classé au titre des monuments historiques en 1981.